# Моначицо-Либрари-Труљионе (Таранто)
Моначицо-Либрари-Труљионе (итал. Monacizzo-Librari-Truglione) је насеље у Италији у округу Таранто, региону Апулија.
Према процени из 2011. у насељу је живело 486 становника. Насеље се налази на надморској висини од -9999 м.